# 1997年美國國家棒球名人堂票選
1997年美國國家棒球名人堂票選遵循1995年的票選規則。全美棒球記者協會進行年度票選，最後選出菲爾·尼可羅。資深選手委員會在這年進行閉門會議，他們從資深大聯盟選手、行政人員、總教練、主審和黑人聯盟選手中進行評選，最後他們選出內利·法克斯、湯米·拉索達和威利·威爾斯三人。大聯盟在1997年8月3日舉辦入選典禮。

## 全美棒球記者協會票選結果
全美棒球記者協會只從1977年以後效力於大聯盟的選手中進行評選，但效力年限只到1991年為止。
每個球員需要獲得至少75%的選票方能入選。本屆票選包含30名球員；總共有473張選票，最終總計投出2515人次，入選名人堂門檻為353票，平均每張選票圈選了5.32人。未達5%得票率的候選人，將被剔除名人堂票選資格。
首次進行票選的球員將以劍標（†）顯示。獲得至少75%以上同意票的入選人以粗體字表示；在未來票選中才入選的候選人以斜體字表示。
迪克·艾倫和喬·托瑞都是第十五次進行票選，同時也是最後一次。
| 球員姓名        | 同意票數 | 得票率(%) | 與前一年差距 | 年度   |
| --------------- | -------- | --------- | ------------ | ------ |
| 菲爾·尼可羅     | 380      | 80.3      | ▲0 12.0%     | 第5年  |
| 唐·薩頓         | 346      | 73.2      | ▲0 9.4%      | 第4年  |
| 湯尼·培瑞茲     | 312      | 66.0      | ▲0 0.3%      | 第6年  |
| 羅恩·桑托       | 186      | 39.3      | ▲0 2.3%      | 第14年 |
| 吉姆·賴斯       | 178      | 37.6      | ▲0 2.3%      | 第3年  |
| 史蒂夫·賈維     | 167      | 35.3      | ▼0 1.9%      | 第5年  |
| 布魯斯·蘇特     | 130      | 27.5      | ▼0 1.6%      | 第4年  |
| 吉姆·卡特       | 107      | 22.6      | ▲0 3.2%      | 第9年  |
| 喬·托瑞         | 105      | 22.2      | ▲0 11.6%     | 第15年 |
| 湯米·約翰       | 97       | 20.5      | ▼0 1.2%      | 第3年  |
| 米尼·米紐索     | 84       | 17.8      | ▲0 4.6%      | 第13年 |
| †戴夫·帕克      | 83       | 17.5      | -            | 第1年  |
| 迪克·艾倫       | 79       | 16.7      | ▼0 2.2%      | 第15年 |
| 戴夫·康塞普西翁 | 60       | 12.7      | ▼0 0.7%      | 第4年  |
| 路易斯·提安特   | 53       | 11.2      | ▼0 2.4%      | 第10年 |
| 基斯·赫南德茲   | 45       | 9.5       | ▲0 4.4%      | 第2年  |
| 米奇·羅里奇     | 34       | 7.2       | ▲0 0.2%      | 第13年 |
| 羅恩·吉德里     | 31       | 6.6       | ▼0 1.3%      | 第4年  |
| 鮑伯·布恩       | 28       | 5.9       | ▼0 1.8%      | 第2年  |
| †德懷特·埃文斯  | 28       | 5.9       | -            | 第1年  |
| †老肯·葛瑞菲    | 22       | 4.7       | -            | 第1年  |
| 弗瑞德·林恩     | 22       | 4.7       | ▼0 0.8%      | 第2年  |
| 葛雷格·奈托斯   | 22       | 4.7       | ▼0 3.2%      | 第4年  |
| 鮑比·邦茲       | 20       | 4.2       | ▼0 0.9%      | 第11年 |
| 羅斯提·史陶布   | 18       | 3.8       | ▼0 1.3%      | 第7年  |
| †瑞克·魯薛爾    | 2        | 0.4       | -            | 第1年  |
| †麥克·史考特    | 2        | 0.4       | -            | 第1年  |
| †蓋瑞·坦波頓    | 2        | 0.4       | -            | 第1年  |
| †泰瑞·甘迺迪    | 1        | 0.2       | -            | 第1年  |
| †泰瑞·普爾      | 1        | 0.2       | -            | 第1年  |

|  | 本屆被選入名人堂，人名以粗體表示。                          |
|  | 本屆未入選但在未來票選中被選入名人堂，人名以斜體表示。      |
|  | 在1998年投票中繼續票選但仍未被選入者。                      |
|  | 在未來BBWAA票選中被剔除，但仍保有未來資深委員會審核的資格。 |

新入選的球員包含20名全明星球員，這20人合計共入選39次明星賽。不過有其中12人沒有在名單上。
以下球員首次具有票選資格，但並未在名單上：馬蒂·巴瑞特、湯尼·伯納薩德、油桶·波伊德、葛雷格·布羅克、卡曼·卡斯提歐、吉姆·克蘭西、史蒂夫·克勞佛、華倫·克羅馬蒂、史考特·賈瑞爾特、羅恩·哈希、安迪·霍金斯、麥克·希斯、丹尼·赫伊普、湯姆·赫爾、羅恩·基托、麥克·拉寇斯、戴夫·拉波因特、凡斯·勞、瑞克·馬勒、麥克·馬歇爾、安迪·麥賈菲根、洛伊德·莫斯比、帕斯夸爾·培瑞茲、丹·皮特里、丹·沙澤德、約翰·薛爾比、艾瑞克·休爾、麥克斯·凡納伯、艾德·惠特森、厄尼·惠特和穆奇·威爾森。

## J·G·泰勒·史賓克獎
棒球記者查理·芬尼（1924年–2014年）獲選該屆的J·G·泰勒·史賓克獎。

## 福特·C·弗里克獎
印地安人隊播報員吉米·杜德利（1909年–1999年）獲選該屆的福特·C·弗里克獎。

## 外部連結
- 美國國家棒球名人堂官網 （页面存档备份，存于）
- 棒球名人堂BBWAA票選規則 （页面存档备份，存于）
- 1997年名人堂票選 at www.baseballhalloffame.org